# La Nación (Argentinië)

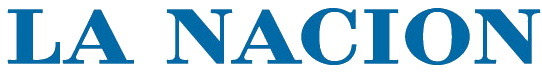

La Nación is een conservatief Argentijns dagblad, oorspronkelijk opgericht op 4 januari 1870 door voormalig president Bartolomé Mitre en consorten. De verkoop ervan vertegenwoordigt ongeveer een derde van alle kranten die in Buenos Aires worden verkocht (de krant heeft een oplage van 180.000 exemplaren per dag - 300.000 in het weekend). Het heeft een wereldwijde oplage en zijn belangrijkste rivaal is het centristische dagblad Clarín.